# 拉拉·范雷芬
拉拉·范雷芬（荷蘭語：Lara van Ruijven，荷蘭語發音：[ˈlaːraː vɑn ˈrœyvən]，1992年12月28日—2020年7月10日）生于南荷兰省纳尔德韦克，是一名荷兰女子短道速滑运动员，曾就读于塞赫布鲁克学院（Segbroek College）。她原本练习的是速度滑冰，6岁时，她在朋友的邀请下开始练习短道速滑。
2020年6月底，范雷芬在一次训练中突发免疫系统疾病，数日后被送往重症监护室。然而经过多日的治疗，她的病情仍未得到改善，最终她于7月10日在法国东比利牛斯省佩皮尼昂的一家医院中去世。